# Абделькарим аль-Кабарити
Абделькарим аль-Кабарити (араб. عبد الكريم الكباريتي‎; род. 15 декабря 1949, Амман) — премьер-министр Иордании с 4 февраля 1996 по 7 марта 1997 года.

## Биография
Кабарити родился в Аммане. Он изучал геологию в Американском университете в Бейруте и получил степень бакалавра с отличием в области бизнеса и финансов в Университете Святого Эдварда.
В 1989 году аль-Кабарити стал депутатом парламента и работал министром труда и туризма до назначения в 1995 году министром иностранных дел.
Неожиданно для многих король Хусейн бен Талал назначил его премьер-министром страны. Аль-Кабарити начал реформы, проводил политику открытости по отношению журналистов и поддержал сближение с Сирией и Израилем. Отношения к Ираку стали менее близкими. В 1999 году стал начальником королевского двора.